# فوکر دی‌آر ۱
فوکر دی‌آر ۱ هواپیمای جنگنده ساخت شرکت فوکر (آلمان) بود. این هواپیما که تک موتوه بود در جنگ جهانی اول مورد استفاده قرار می‌گرفت.

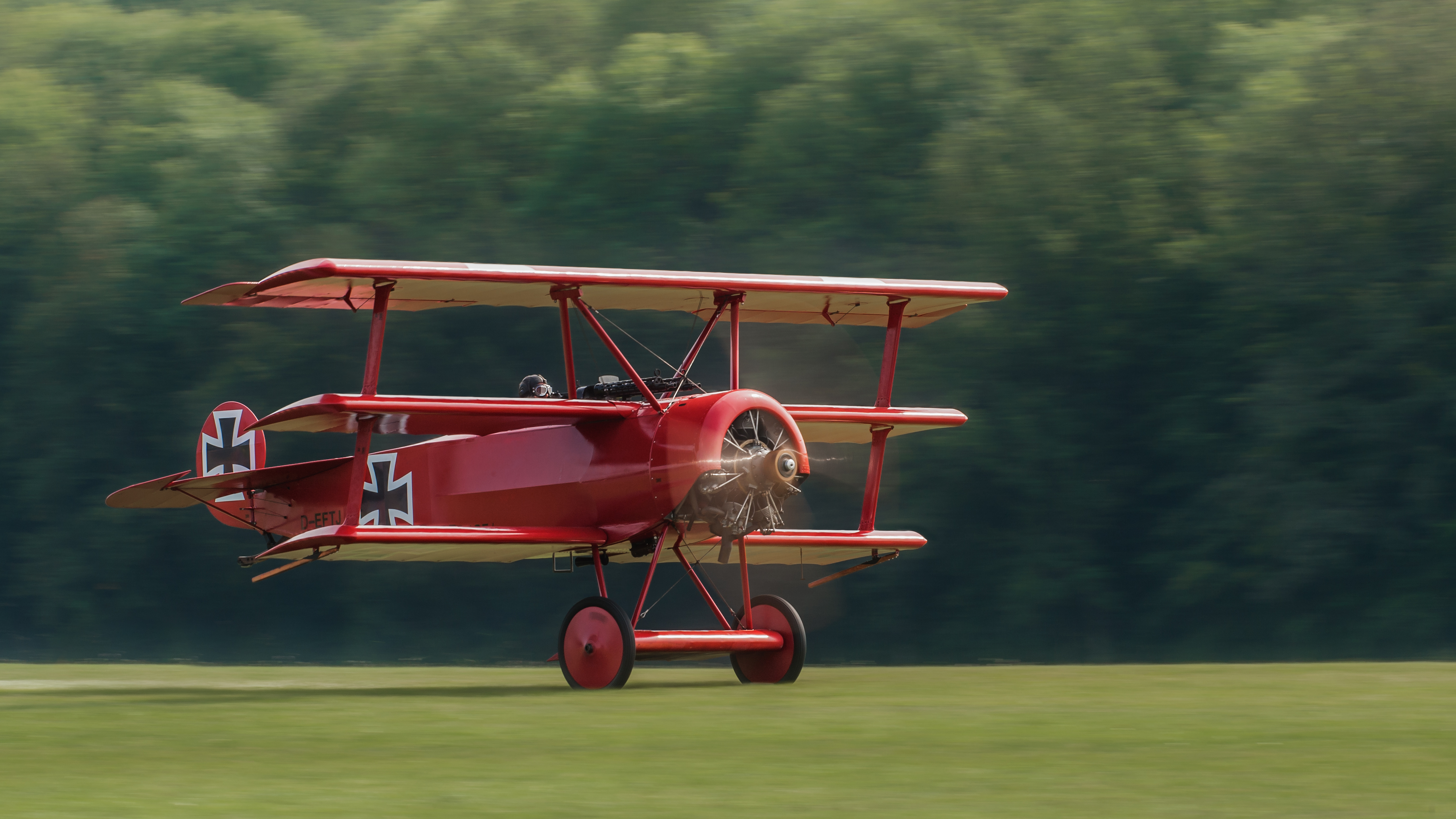
مدل جدید ساخته شده از نسخه‌های قدیمی در یک جشنواره هواپیماهای جنگی در سال ۲۰۱۳ در یک مرکز هوایی واقع در کیرشهایم اونتر تک